# Jordan Kerby
Jordan Kerby (Hervey Bay, Queensland, 15 d'agost de 1992) és un ciclista australià professional des del 2011. Combina el ciclisme en pista amb la carretera. El 2017 va guanyar el Campionat del món en persecució.

## Palmarès en pista
- 2010
  -  Campió del món júnior en Persecució
  -  Campió del món júnior en Persecució per equips (amb Jackson Law, Edward Bissaker i Mitchell Lovelock-Fay)
  -  Campió d'Oceania en Puntuació
- 2017
  -  Campió del món de Persecució
  -  Campió d'Oceania en Persecució
  -  Campió d'Oceania en Persecució per equips (amb Leigh Howard, Nicholas Yallouris i Kelland O'Brien)
  -  Campió d'Austràlia en Persecució

## Palmarès en ruta
- 2012
  - Vencedor d'una etapa al Tour de Tailàndia
  - Vencedor d'una etapa al Mersey Valley Tour
  - Vencedor d'una etapa al Tour du Gippsland
- 2013
  -  Campió d'Austràlia sub-23 en ruta
  - Vencedor d'una etapa al Herald Sun Tour
- 2014
  -  Campió d'Austràlia sub-23 en contrarellotge
- 2018
  - Vencedor d'una etapa a la New Zealand Cycle Classic